# Stefania Liberakakis
Stefania Liberakakis (řecky Στεφανία Λυμπερακάκη, Stefanía Lymperakáki; * 17. prosince 2002 Utrecht), též známá jako Stefania, je řecko-nizozemská zpěvačka, hlasová herečka a youtuberka. Jako bývalá členka dívčí skupiny Kisses reprezentovala Nizozemsko v soutěži Junior Eurovision Song Contest 2016. V roce 2020 byla interně vybrána, aby reprezentovala Řecko na Eurovision Song Contest 2020 s písní „Supergirl“, ale tento ročník soutěže byl později zrušen kvůli pandemii covidu-19. Řecká televizní stanice ERT nakonec rozhodla, že bude Řecko reprezentovat v soutěži v roce 2021, tentokrát s písní „Last Dance“, se kterou skončila na desátém místě.

## Kariéra

### Raná kariéra
V roce 2013 se zúčastnila třetí řady soutěže The Voice Kids v Nizozemsku. Po konkurzu naslepo se připojila k týmu Borsato, ale byla vyřazena v bojových kolech. Poté se připojila k dětskému sboru Kinderen voor Kinderen, který po dvou letech opustila.
| Vystoupení a výsledky The Voice Kids | Vystoupení a výsledky The Voice Kids | Vystoupení a výsledky The Voice Kids | Vystoupení a výsledky The Voice Kids |
| Díl                                  | Píseň                                | Původní umělec                       | Výsledek                             |
| ------------------------------------ | ------------------------------------ | ------------------------------------ | ------------------------------------ |
| Blind Audition                       | „No One“                             | Alicia Keys                          | přidala se k Marcu Borsatu           |
| The Battles                          | „Hoe“ (How)                          | Nielson & Miss Montreal              | vyřazena                             |

### 2016: Junior Eurovision Song Contest

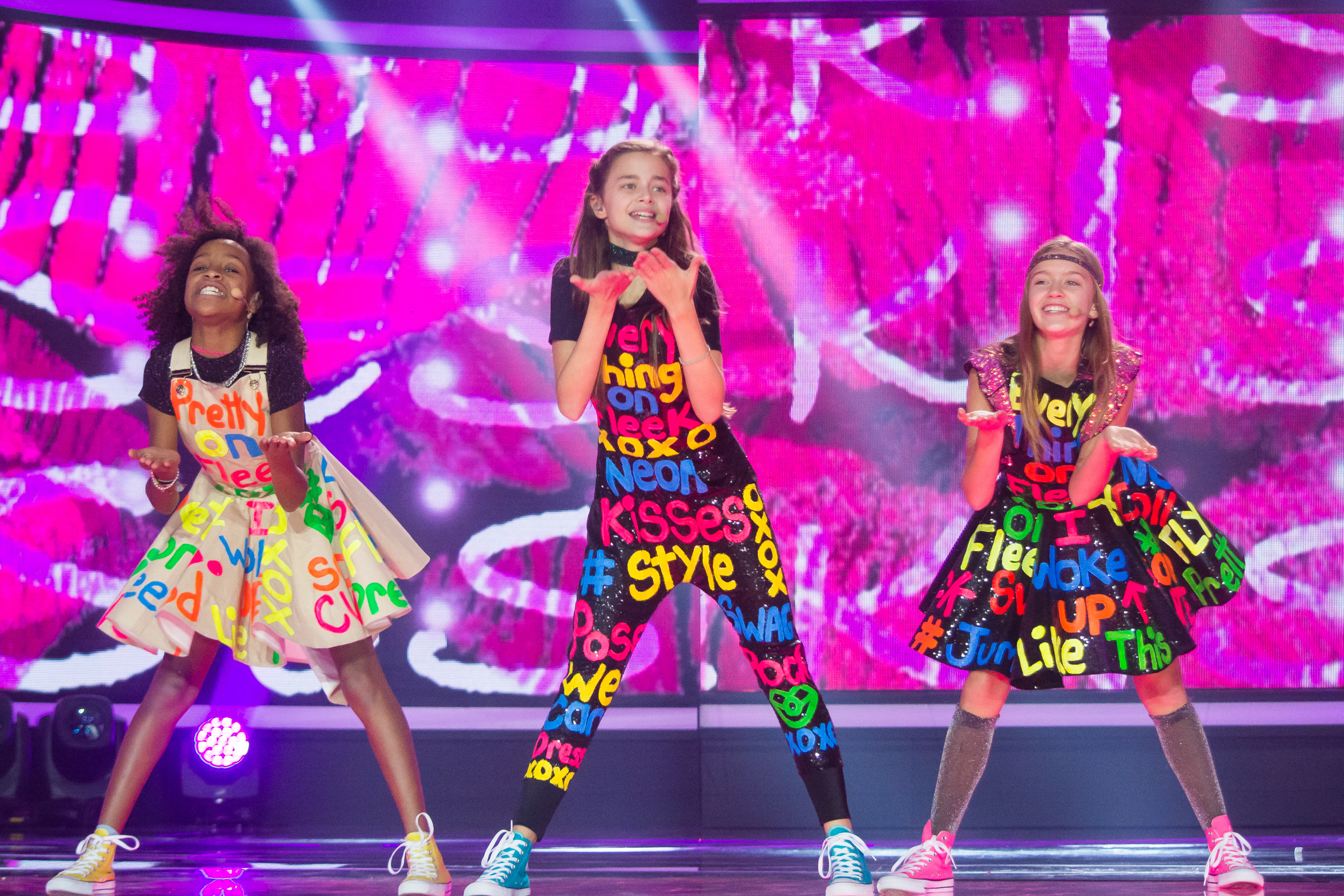
Stefania Liberakakis (uprostřed) na Junior Eurovision Song Contest 2016

V roce 2016 se zúčastnila konkurzu na Junior Songfestival, nizozemský předvýběr pro soutěž Junior Eurovision Song Contest. Byla interně vybrána, aby reprezentovala Nizozemsko na soutěži Junior Eurovision Song Contest 2016 ve Vallettě jako členka dívčí skupiny Kisses. Skupina vystoupila s písní „Kisses and Dancin'“ a umístila se na 8. místě ze 17 přihlášených.

### 2017–2019: Sólová kariéra a herectví
V roce 2018 vydala svůj první sólový singl s názvem „Stupid Reasons“. V roce 2019 vydala další tři singly: „Wonder“, „I'm Sorry (Whoops!)“ a „Turn Around“. V červnu 2019 vystoupila s coververzí písně „Con Calma“ (společně s Konnie Metaxou a Ilenií Williams) na předávání cen MAD Video Music Awards, které vysílala řecká televize.
Od roku 2018 vystupuje jako Fenna v televizním seriálu Brugklas (anglicky The First Years). Zahrála si také v nizozemských filmech Brugklas: De tijd van m'n leven, De Club van Lelijke Kinderen (jako zpěvačka) a 100% Coco New York (jako Lilly).

### Eurovision Song Contest 2020 a 2021
Koncem roku 2019 byla jmenována jako potenciální kandidátka na řeckou reprezentaci na Eurovision Song Contest 2020, která se měla konat v nizozemském Rotterdamu. Dne 3. února 2020 bylo prostřednictvím televizní stanice ERT potvrzeno, že byla skutečně vybrána jako nástupkyně Katerine Duskové na pozici řecké reprezentantky. Ve druhém semifinále 14. května 2020 měla vystoupit s písní „Supergirl“. Dne 18. března však EBU oznámila zrušení soutěže kvůli pandemii covidu-19. Téhož dne ERT oznámila, že se Řecko zúčastní Eurovision Song Contest 2021, přičemž Stefania bude reprezentovat tuto zemi.
Soutěže v roce 2021 se zúčastnila s písní „Last Dance“, která byla zveřejněna 10. března 2021. Dne 20. května 2021 s ní vystoupila ve druhém semifinále, v němž zároveň postoupila do finále. Na pódiu ji doprovázeli tanečníci George Papadopoulos, Nikos Koukakis, Markos Giakoumoglou a Costas Pavlopoulos, choreografem a uměleckým vedoucím vstupu byl Fokas Evangelinos. Vystoupila ve finále soutěže Eurovision Song Contest 2021, kde skončila na 10. místě.

## Osobní život
Narodila se v nizozemském Utrechtu do rodiny řeckých rodičů, Kouly a Spyrose Liberakakisových. Její rodina pochází z Thouria a Sofika, malých vesnic v řecké regionální jednotce Evros. Jejím strýcem je herec Jannis Stankoglou.

## Diskografie

### Singly

#### Sólo
| Název                                           | Rok  | Nejvyšší pozice v žebříčku | Nejvyšší pozice v žebříčku | Nejvyšší pozice v žebříčku | Nejvyšší pozice v žebříčku | Nejvyšší pozice v žebříčku | Album                        |
| Název                                           | Rok  | GRE                        | NLD                        | LIT                        | SWE                        | UK Down.                   | Album                        |
| ----------------------------------------------- | ---- | -------------------------- | -------------------------- | -------------------------- | -------------------------- | -------------------------- | ---------------------------- |
| „Stupid Reasons“                                | 2018 | —                          | —                          | —                          | —                          | —                          | Singly bez alba              |
| „All I Want for Christmas Is You“               | 2018 | —                          | —                          | —                          | —                          | —                          | L'esprit de Noël (kompilace) |
| „Wonder“ (z nizozemské verze filmu Wonder Park) | 2019 | —                          | —                          | —                          | —                          | —                          | Singly bez alba              |
| I'm Sorry (Whoops!)                             | 2019 | —                          | —                          | —                          | —                          | —                          | Singly bez alba              |
| „Over and Over Again“ (s Jannes)                | 2019 | —                          | —                          | —                          | —                          | —                          | Singly bez alba              |
| „Turn Around“                                   | 2019 | —                          | —                          | —                          | —                          | —                          | Singly bez alba              |
| „Supergirl“                                     | 2020 | 19                         | —                          | —                          | —                          | —                          | Singly bez alba              |
| „Friday“                                        | 2020 | —                          | —                          | —                          | —                          | —                          | Singly bez alba              |
| „Swipe“ (s Rein van Duivenboden)                | 2020 | —                          | —                          | —                          | —                          | —                          | Singly bez alba              |
| „Last Dance“                                    | 2021 | 24                         | 45                         | 35                         | 79                         | 75                         | Singly bez alba              |
| „Mucho Calor“                                   | 2021 | —                          | —                          | —                          | —                          | —                          | Singly bez alba              |
| „Wait No More“                                  | 2022 | —                          | —                          | —                          | —                          | —                          | Singly bez alba              |
| „You Lost Me“                                   | 2022 | —                          | —                          | —                          | —                          | —                          | Singly bez alba              |
| „My My My“                                      | 2022 | —                          | —                          | —                          | —                          | —                          | Singly bez alba              |
| „Yalla Baby“                                    | 2022 | —                          | —                          | —                          | —                          | —                          | Singly bez alba              |

#### Jako členka Kisses
| Název                | Rok  | Album           |
| -------------------- | ---- | --------------- |
| „Kisses and Dancin'“ | 2016 | Singly bez alba |

## Filmografie

### Televize
| Rok(y)    | Název                            | Role             | Poznámky                             |
| --------- | -------------------------------- | ---------------- | ------------------------------------ |
| 2018–2020 | Brugklas                         | Fenna & Stefania | Řada 7 & 8                           |
| 2020      | Eurovision: Europe Shine a Light | osobní           | Host prostřednictvím videozprávy     |
| 2021      | Your Face Sounds Familiar        | osobní           | Hostující hvězda v 8. živém vysílání |
| 2021      | Eurovision Song Contest 2021     | osobní           | Řecká účastnice – 10. místo          |

### Televize (jako soutěžící)
| Rok(y) | Název           | Role   | Poznámky |
| ------ | --------------- | ------ | -------- |
| 2023   | Alles is Muziek | osobní |          |

### Film
| Rok  | Název                           | Role                            | Poznámky        |
| ---- | ------------------------------- | ------------------------------- | --------------- |
| 2019 | Brugklas: De tijd van m'n leven | Fenna                           | —               |
| 2019 | Wonder Park                     | June                            | nizozemský hlas |
| 2019 | 100% Coco New York              | Lilly                           | —               |
| 2019 | De Club van Lelijke Kinderen    | zpěvačka propagandistické písně | —               |
| 2019 | Trouble                         | Zoe Bell                        | nizozemský hlas |
| 2020 | Dolittle                        | Lady Rose                       | nizozemský hlas |